# فنتسل الرابع ملك بوهيميا
فنتسل (الكسول) (26 فبراير 1361 - 16 أغسطس 1419)؛ كان الملك الألماني المنتخب (رسميًا ملك الرومان) منذ 1376 وبالميراث ملك بوهيميا (باسم فاكلاف الرابع) منذ 1378، كان ملك بوهيمي الثالث وملك ألماني الثالث من سلالة لوكسمبورغ. أطيح به عام 1400 عن عرش ألمانيا.

## السيرة الذاتية
وُلد فنتسل في مدينة نورمبرغ الإمبراطورية، وهو ابن الإمبراطور كارل الرابع من زوجته الثالثة آنا فون شفايدنيتز -سليل من قبيلة سيليزيا- وعمّد في كنيسة القديس سيبالدوس. نشأ على يد رئيس أساقفة براغ أرنوشت من باردوبيتسه ويان أوكو من فلاسيم. توجه والده عندما كان يبلغ من العمر عامين ملكًا على بوهيميا في يونيو 1363 وحصل في عام 1373 أيضًا على لقب مارغريف براندنبورغ. عندما أكد كارل الرابع في 10 يونيو 1376 انتخاب فنتسل ملكًا للرومان من قبل الأمراء المنتخبين، كان صوتان من أصل سبعة أصوات -براندنبورغ وبوهيميا- قد عقدهما الإمبراطور وابنه نفسيهما، توج فنتسل في آخن في 6 يوليو.
من أجل تأمين انتخاب ابنه، ألغى كارل الرابع امتيازات العديد من المدن الإمبراطورية التي كان قد منحها سابقًا، ورهنها لنبلاء مختلفين، ومع ذلك لم تكن المدن عاجزة، وباعتبارها منفذة للسلم العام فقد تطورت لتصبح قوة عسكرية قوية. علاوة على ذلك، نظرًا لأن كارل الرابع نظم المدن ضمن اتحادات، فقد جعل من الممكن لهم التعاون في مساعي واسعة النطاق في الواقع، في 4 يوليو 1376، ارتبطت أربع عشرة مدينة شفابية معًا في رابطة مدن شفابان المستقلة للدفاع عن حقوقها ضد الملك المنتخب حديثًا، مهاجمة أراضي إيبرهارد الثاني، كونت فورتمبيرغ. سرعان ما اجتذبت عصبة المدينة أعضاء آخرين وحتى عام 1389 عملت كدولة مستقلة داخل الإمبراطورية.

## الحكم
تولى فنتسل بعض الأدوار في الحكومة خلال حياة والده، وعند وفاة كارل عام 1378، ورث تاج بوهيميا وتولى كملك حكومة الإمبراطورية الرومانية المقدسة. توجد في كاتدرائية مونزا سلسلة من النقوش البارزة تصور تتويج ملوك إيطاليا بالتاج الحديدي في لومبارديا. يصور السابع من هؤلاء فنتسل متوجًا في حضور ستة ناخبين، هو نفسه السابع. من المحتمل أن يكون التصوير غير دقيق ومن المحتمل أنه قد صنع فقط لتعزيز مزاعم الكاتدرائية في عهدة التاج الحديدي.
في عام 1387 أدى الخلاف بين فريدرش ودوق بافاريا ومدن اتحاد شفابان المتحالف مع رئيس أساقفة سالزبورغ إلى نشوب حرب عامة في شفابيا (شوابيا)، أضعفت فيها المدن بسبب العزلة والغيرة المتبادلة والصراعات الداخلية، هُزمت من قبل قوات إيبرهارد الثاني، كونت فورتمبيرغ، في دوفينغن، بالقرب من غرافيناو، في 24 أغسطس 1388. استولى على المدن بشكل فردي ودمرها. رضخ معظمهم بهدوء عندما أعلن الملك فنتسل عن ترتيب متناقض في شيب (إيغر) عام 1389 يحظر جميع الروابط بين المدن، مع تأكيد استقلاليتهم السياسية. قدمت هذه المستوطنة قدرًا ضئيلًا من الاستقرار خلال العقود العديدة التالية، لكن المدن تراجعت كأساس للسلطة الإمبراطورية المركزية.

## ملك بوهيميا
خلال فترة حكمه الطويلة، أحكم فنتسل بقبضة ضعيفة على السلطة في أحسن الأحوال، إذ دخل في صراعات متكررة مع النبلاء البوهيميين بقيادة آل روزنبرغ. وسجن في مناسبتين لفترات طويلة من قبل النبلاء المتمردين.
لكن تبين أن أكبر مسؤولية على فنتسل هي عائلته. قسم كارل الرابع ممتلكاته بين أبنائه وأقاربه الآخرين. على الرغم من أن فنتسل عند وفاة والده احتفظ ببوهيميا، إلا أن أخيه الأصغر غير الشقيق سيغيسموند ورث براندنبورغ، بينما استلم يان دوقية غورليتس المنشأة حديثًا في لوساتيا العليا. قسمت حدود مورافيا بين أبناء عمومته جوبست وبروكوبيوس، وكان عمه فنتسل الأول قد عين دوق لوكسمبورغ. ومن ثم تُرك الملك الشاب دون الموارد التي تمتع بها والده، على الرغم من أنه ورث دوقية لوكسمبورغ من عمه في عام 1383. في عام 1386، أصبح سيغيسموند ملكًا للمجر وتغلغل في شؤون الشرق.
واجه فنتسل أيضًا معارضة خطيرة من النبلاء البوهيميين وحتى من مستشاره، رئيس أساقفة براغ يان أوف يانستاين. في نزاع حول تنصيب رئيس دير كلادروبي، أثار تعذيب وقتل نائب رئيس الأساقفة جون نيبوموك على يد المسؤولين الملكيين في عام 1393 تمردًا نبيلًا. في عام 1394، عُيِّن جوبست المورافي، ابن عم فينسلاوس، وصيًا على العرش، بينما أُلقي القبض على فينسلاوس في كرالوف دفور. رتب ملك المجر سيغيسموند هدنة في عام 1396، ولجهوده اعترف به وريثًا لفينسيسلاوس.
خلال الانشقاق البابوي، دعم فنتسل البابا الروماني أوربان السادس، وكملك بوهيمي سعى لحماية المصلح الديني يان هوس وأتباعه من مطالب الكنيسة الكاثوليكية الرومانية لقمعهم كزنادقة. تسبب هذا في انسحاب العديد من الألمان من جامعة براغ، وإنشاء جامعتهم الخاصة في لايبزغ.
ثم التقى شارل السادس ملك فرنسا في ريمس، حيث قرر الملكان إقناع الباباوات المنافسين وهما في ذلك بنديكتوس الثالث عشر وبونيفاس التاسع بالاستقالة، وإنهاء الانقسامات البابوية عن طريق انتخاب البابا الجديد، كان العديد من الأمراء غاضبين من تخلي فنتسل عن بونيفاس، والذي أثار أيضًا الكثير من السخط بسبب غيابه الطويل عن ألمانيا وببيع لقب دوق ميلان إلى جيان جيلياتسو فيسكونتي.
أعدم هوس في نهاية المطاف في كونستانز عام 1415، وتميزت بقية عهد فنسيسلاوس في بوهيميا بسلائف من حروب الهوسيين التي أعقبت وفاته أثناء عمليات القذف من النوافذ في براغ.